# Матилда Фландърска
Матилда Фландърска (на английски: Matilda of Flanders, на френски: Mathilde de Flandre, на нидерландски: Mathilda van Vlaanderen; * ок. 1031, Брюге, Франция; † 2 ноември 1083, Руан, Франция) от Дом Фландрия, като съпруга на Вилхелм Завоевателя от 1053 г. e херцогиня на Нормандия и от 1068 г. като Матилда I коронована за кралица на Англия.

## Живот
Матилда е дъщеря на Балдуин V Благочестиви († 1 септември 1067), граф на Фландрия от Дом Фландрия и на Адела Френска († 8 януари 1079), дъщеря на Робер II Благочестиви († 20 юли 1031), крал на Франция от 996 до 1031 г. от Капетингите, и неговата трета съпруга Констанца Арлска († 25 юли 1034), и сестра на крал Анри I († 4 август 1060). Сестра е на графовете Балдуин VI († 17 юли 1070) и Роберт I Фризиец († 12 или 13 октомври 1093).
За Матилда няма сведения за ранния ѝ живот и за сватбата ѝ. Английските източници не са документирали това събитие. Папа Лъв IX (упр. 1049 – 1054) е против сватбата им, забранена на концила в Реймс през октомври 1049 г. През 1050/1051 г. Матилда ражда първия си син Роберт, между 1056 и 1060 г. Вилхелм.
Когато през септември 1066 г. Вилхелм тръгва за Англия, Матилда поема регентството в Нормандия. През 1067/1068 г. тя отива при Вилхелм в Англия, който я коронова в катедралата Уестминстър за кралица. Тя е до 1069 г. в Англия и след това се връща завинаги в Нормандия.
Матилда остава много влиятелна и финансира с френски средства сина си. През 1071 г. Матилда помага на снаха си Рихилда от Хенегау, когато е нападната от Роберт I Фризиец.

## Деца
Матилда и Вилхелм имат девет деца:
- Роберт II Куртьоз (* 1054, † 1134), херцог на Нормандия; ∞ Сибила де Конверсано
- Аделица (* 1055, † 1065), графиня на Мен
- Цецилия (* 1056, † 1125), абатиса на женския манастир в Кеан (Caen)
- Вилхелм II Ръфъс (* 1056, † 1100), 1087 – 1100 крал на Англия (без наследници)
- Ричард (* 1057, † 1081), херцог на Bernay
- Адела (* 1062, † 1138), графиня на Блоа и Шартър
- Агата (* 1064, † 1080), умира като годеница на крал Алфонсо VI от Кастилия (* 1040, † 1109)
- Констанце (* 1066, † 1090), херцогиня на Бретан
- Хенри I Болерк (* 1068, † 1135), 1100 – 1135 крал на Англия; ∞ Едит (Матилда) от Шотландия (* 1081, † 1118), дъщеря на крал Малколм III; ∞ Аделхайд от Льовен (Аделица) (* ~1104, † 1151)